# Аллади, Кришнасвами
Кришнасва́ми Алла́ди (англ. Krishnaswami Alladi; род. 5 октября 1955, Тривандрам, Траванкор-Кочин) — американский математик индийского происхождения, работающий в области теории чисел.

## Биография
Окончил Мадрасский университет в 1975-м. Ещё будучи студентом, Аллади написал письмо Палу Эрдёшу о своих исследованиях свойств функции, сопоставляющей целому числу сумму его простых делителей (с учётом кратности). Эрдёш приехал в Мадрас для встречи со студентом, и результатом их сотрудничества стала совместная работа на эту тему — первая научная публикация Аллади. В 1978-м под руководством Эрнста Штрауса защитил диссертацию «Новые результаты о функции Мёбиуса и приложения принципа двойственности» на соискание докторской (Ph.D.) степени в Калифорнийском университете в Лос-Анджелесе. С 1981 года работал доцентом (associate professor) в Институте математических наук в Ченнаи. С 1986 года работает во Флоридском университете, в настоящее время профессор. Является основателем (1997) и бессменным главным редактором математического журнала The Ramanujan Journal, публикуемого издательством Шпрингер-Ферлаг.